# Abel Niepce de Saint-Victor
Claude Félix Abel Niepce de Saint-Victor, född 16 juli 1805, död 7 april 1870, var en fransk fototekniker. Han var brorson till Nicéphore Niépce.
Niepce de Saint-Victor använde en emulsion av de ljuskänsliga silversalterna i äggvita och anbringade denna i form av en hinna på glasplattor.